# Dajia Xi
Dajia Xi (chiń. 大甲溪; pinyin Dàjiǎ Xī) – rzeka w środkowej części Tajwanu. Jej źródło znajduje się na zboczach góry Nanhu Dashan w paśmie Zhongyang Shanmai. Długość rzeki wynosi 124,2 km, a powierzchnia jej dorzecza to 1235,73 km². W całości przepływa przez terytorium miasta wydzielonego Taizhong (dzielnice: Heping, Xinshe, Dongshi, Shigang, Fengyuan, Houli, Shengang, Waipu, Dajia, Qingshui oraz Da’an) i uchodzi do wód Cieśniny Tajwańskiej.
W górnym biegu rzeki znajduje się zapora Deji, powyżej której powstał sztuczny zbiornik Deji Shuiku (德基水庫) o powierzchni 5,92 km², pełniący funkcje zaopatrzeniową, energetyczną, przeciwpowodziowa oraz rekreacyjną.